# Hattie Johnson
Pour les articles homonymes, voir Johnson.
Hattie Jean Johnson, née le 18 septembre 1981 à Athol, est une tireuse sportive américaine qui a disputé les épreuves de tir aux Jeux olympiques d'été de 2004.
Elle remporte la médaille de bronze en carabine à trois positions aux Jeux panaméricains de 2003.